# Gimnazjum Rosenbaumów
Gimnazjum Rosenbaumów – prywatne gimnazjum żydowskie w Wolnym Mieście Gdańsku istniejące w latach 1934–1937, powstałe z inicjatywy Ruth Rosenbaum i przez nią kierowane.

## Historia
Szkoła powstała w kwietniu 1934. Początkowo uczyło się tu 8 uczniów i uczennic. Placówkę zlokalizowano w prywatnej, nieistniejącej już kamienicy Bernarda Rosenbauma, prywatnie ojca Ruth, przy ul. Dominikswall 5 (dziś to fragment Wałów Jagiellońskich) w Gdańsku. Ruth Rosenbaum dała pracę nie tylko nauczycielom pochodzenia żydowskiego (np. w 1934 Romanie Haberfeld), ale Niemcom spokrewnionym z Żydami i usuniętym z innych szkół za antyhitlerowskie poglądy. Gdańskie władze oświatowe skierowały tu na praktykę dwie Niemki. Nauczycielki po ukończeniu praktyki i zdaniu egzaminu uzyskały uprawnienia do nauczania w szkołach publicznych.
Wiosną 1935 uczyło się tu 88 osób. W 1936 w szkole uczyło się 240 osób. Placówkę przeniesiono do nowej siedziby przy ulicy Eichenalle 1 (dziś Dębinki) we Wrzeszczu. Ogród za willą (na wzór hachszary) uprawiały uczennice i uczniowie. Zorganizowano aulę, stołówkę, laboratorium fizyczno-chemiczne oraz klasy warsztatowe prac ręcznych i plastycznych. Szkołę prowadzono zgodnie z duchem postępowego syjonizmu. Organizowano wystawy prac uczniów i uczennic na temat judaizmu i Palestyny. Uczono m.in. polskiego, hebrajskiego, francuskiego i angielskiego. W szkole działał amatorski teatr, który stworzyła Rosenbaum, a o którym pisał Günter Grass. Zimą prowadzono zajęcia warsztatowe. Działalność gimnazjum była finansowana przez rodziców Ruth.
Szkoła przeżywała największy rozkwit w latach 1936–1937, jednak już w 1937 liczba osób uczących się w gimnazjum zaczęła spadać. Powodem były wyjazdy Żydów z Gdańska spowodowane polityką partii nazistowskiej. W październiku 1938 jedynie 125 z 157 osób uczących się opłacało pełne czesne. Gmina żydowska udzielała pomocy finansowej, żądając jednak prawa do kontroli nad placówką. Zadanie to wykonało kuratorium złożone z przedstawicieli gimnazjum, władz gminy oraz Żydowskiego Stowarzyszenia Szkolnego.
Szkołę zamknięto w kwietniu 1939, po maturze pierwszych 8 osób uczących się w placówce (napisali ją 21 lutego 1939). Klasy niematuralne zamknięto w grudniu 1938.
Większość osób, które uczyły się w placówce Rosenbaum, uniknęła Zagłady.
Po likwidacji szkoły budynek zajął Albert Forster, który w końcu 1939 dokonał jego gruntownej przebudowy. Dziś w tym miejscu stoją budynki Gdańskiego Uniwersytetu Medycznego.